# جستجو سه‌تایی
 جستجو سه‌تایی
در علوم کامپیوتر رویه ی جستجو ترنری مهارتی برای پیدا کردن مقدار بیشینه یا کمینه در توابع أکید است. در این رویه مشخص می‌کنیم که مقدار بیشینه یا کمینه تابع نمی‌تواند در یک سوم ابتدا یا  انتهای دامنه ی تابع وجود داشته باشد. سپس همین شیوه را بر روی دو سوم باقی‌مانده به کار می‌بریم. جستجو سه‌تایی نمونه‌ای از روش الگوریتم تقسیم و حل است(الگوریتم جستجو را ببینید.)Ternary search

## تابع
فرض کنید ما به دنبال بیشینۀ  {\displaystyle f(x)} هستیم و  می دانیم این مقدار بین {\displaystyle A} و {\displaystyle B} قرار دارد. برای این که الگوریتم قابل اعمال باشند، یک مقدار {\displaystyle x} باید وجود داشته باشد به طوری که: 
- به ازای همۀ مقادیر {\displaystyle a} و {\displaystyle b}، که {\displaystyle A\leq a<b\leq x}  داریم  {\displaystyle f(a)<f(b)}
- به ازای همۀ مقادیر {\displaystyle a} و {\displaystyle b}، که {\displaystyle x\leq a<b\leq B}  داریم  {\displaystyle f(a)>f(b)}

## الگوریتم
تابع اکید  {\displaystyle f(x)} را روی بازۀ {\displaystyle [l,r]} در نظر بگیرید. دو نقطه ی {\displaystyle m_{1}} و {\displaystyle m_{2}}  را در این بازه انتخاب می‌کنیم.
بنابراین   {\displaystyle l\leq m_{1}<m_{2}\leq r}در این صورت سه حالت وجود دارد :
- اگر{\displaystyle f(m_{1})<f(m_{2})}، مقدار بیشینه نمی‌تواند دربازۀ سمت چپ واقع شود-- {\displaystyle [l,m_{1}]}. این بدان معنی است که مقدار بیشینه در فاصله {\displaystyle [m_{1},r]} قرار دارد.
- اگر{\displaystyle f(m_{1})>f(m_{2})}، مقدار بیشینه نمی‌تواند دربازۀ سمت راست واقع شود-- {\displaystyle [m_{2},r]}. این بدان معنی است که مقدار بیشینه در فاصله {\displaystyle [l,m_{2}]} قرار دارد.
- اگر{\displaystyle f(m_{1})=f(m_{2})}، این جستجو باید در بازۀ انجام شود. این حالت را می‌تونیم به هر یک از حالت‌های قبل برای ساده شدن رویه نسبت دهیم.

این فرایند تا زمانی ادامه پیدا می‌کند که بازۀ حاصل از مقدار ثابت از پیش تعیین شده کوچکتر شود.
انتخاب نقاط {\displaystyle m_{1}} و {\displaystyle m_{2}} : 
- m1 = l + (r-l)/3
- m2 = r - (r-l)/3

## زمان اجرا
```
T(n) = T(2/3 * n) + c
     (Θ(log n
```

## رویۀ بازگشتی
```
def
 
ternarySearch
(
f
,
 
left
,
 
right
,
 
absolutePrecision
):

    
#left and right are the current bounds; the maximum is between them

    
if
 
(
right
 
-
 
left
)
 
<
absolutePrecision
:

        
return
 
(
left
 
+
 
right
)
/
2

    
leftThird
 
=
 
(
2
*
left
 
+
 
right
)
/
3

    
rightThird
 
=
 
(
left
 
+
 
2
*
right
)
/
3

    
if
 
f
(
leftThird
)
>
 
f
(
rightThird
):

        
return
 
ternarySearch
(
f
,
 
leftThird
,
 
right
,
 
absolutePrecision
)

    
else
:

        
return
 
ternarySearch
(
f
,
 
left
,
 
rightThird
,
 
absolutePrecision
)

```

Ternary search

## درخت جستجوی سه‌تایی
درخت جستجوی سه‌تایی یکی از جالب‌ترین داده‌ساختارهادر زمینه دانش خوداست، زیرا این درخت ذخیره‌سازی بهینه را با سریع پیدا کردن ترکیب می‌کندو توانایی جستجوی پیشوندرا نیز دارد.

### قسمتی از نظریه
درخت جستجو سه تایی کمی پیچیده‌تر از درخت جستجو دوتایی است. علاوه بر درخت جستجوی دودویی، اشاره گر سومی در هر گره وجود دارد. زمانی که بر روی درخت حرکت می‌کنیم، این اشاره‌گرهنگامی که مقداری که مقایسه می‌شود؛ با مقدار گره برابر باشد، استفاده می‌گردد.در نتیجه این درخت سه اشاره‌گر چپ، راست، و برابر دارد. که در شکل زیر مشاهده می‌کنید.
شکل زیر درخت جستجو سه تایی رشته‌های "as", "at", "cup", "cute", "he", "i" and "us" را  نشان می‌دهد:
```
          c
        \ | /
       a  u  h
       | /  /  /
       t  t  e  u
     \ |    \|  |
    s  p  e  i  s
```

### پیاده‌سازی
پیاده‌سازی  تابع search :
```
def
 
search
(
string
)

  
return
 
false
 
unless
 
(
string
 
&&
 
!
string
.
empty
?
 
&&
 
self
.
value
)

  
head
,
 
tail
 
=
 
string
.
partition

  
if
 
head
 
<
self
.
value

    
return
 
@left
.
search
(
string
)
 
if
 
@left

  
elsif
 
head
 
==
 
self
.
value

    
return
 
true
 
if
 
!
tail
 
&&
 
self
.
ending
?

    
return
 
@equal
.
search
(
tail
)
 
if
 
@equal

  
elsif
 
head
>
 
self
.
value

    
return
 
@right
.
search
(
string
)
 
if
 
@right

  
end

end

```

پیاده‌سازی کلاس string :
```
def
 
search
(
string
)
class
 
String

  
def
 
partition

    
[
head
,
 
tail
]

  
end

  
# First character.

  
def
 
head

    
(
self
.
length
>=
 
1
)
 
?
 
self
[
0
]
.
chr
 
:
 
nil

  
end

  
# Cut the first character from the string and return the tail.

  
def
 
tail

    
(
self
.
length
>=
 
2
)
 
?
 
self
[
1.
.-
1
]
 
:
 
nil

  
end

end

```

پیاده‌سازی کلاس درخت جستجوی سه‌تایی :
```
class
 
Tst

  
def
 
initialize

    
@left
 
=
 
@equal
 
=
 
@right
 
=
 
nil

    
@ending
 
=
 
false

  
end

  
def
 
insert
(
string
)

    
raise
 
ArgumentError
 
unless
 
string
.
is_a
?
(
String
)

    
head
,
 
tail
 
=
 
string
.
partition

    
if
 
self
.
value
.
nil
?
 
# self.value ?

      
self
.
value
 
=
 
head
 
# self.value ?

    
end

    
if
 
head
 
<
self
.
value

      
@left
 
=
 
Tst
.
new
 
unless
 
@left

      
@left
.
insert
(
string
)

    
elsif
 
head
 
==
 
self
.
value

      
if
 
tail

        
@equal
 
=
 
Tst
.
new
 
unless
 
@equal

        
@equal
.
insert
(
tail
)

      
else

        
self
.
ending_here
()

      
end

    
elsif
 
head
>
 
self
.
value

      
@right
 
=
 
Tst
.
new
 
unless
 
@right

      
@right
.
insert
(
string
)

    
end

  
end

  
def
 
search
(
string
)

    
return
 
false
 
unless
 
(
string
 
&&
 
!
string
.
empty
?
 
&&
 
self
.
value
)

    
head
,
 
tail
 
=
 
string
.
partition

    
if
 
head
 
<
self
.
value

      
return
 
@left
.
search
(
string
)
 
if
 
@left

    
elsif
 
head
 
==
 
self
.
value

      
return
 
true
 
if
 
!
tail
 
&&
 
self
.
ending
?

      
return
 
@equal
.
search
(
tail
)
 
if
 
@equal

    
elsif
 
head
>
 
self
.
value

      
return
 
@right
.
search
(
string
)
 
if
 
@right

    
end

  
end

  
alias
 
:
<<
:
insert

  
alias
 
:[]
 
:
search

  
protected

  
def
 
value

    
@value

  
end

  
def
 
value
=
(
value
)

    
raise
 
ArgumentError
 
unless
 
acceptable
?
(
value
)

    
@value
 
=
 
value

  
end

  
def
 
acceptable
?
(
value
)

    
value
.
is_a
?
(
String
)
 
&&
 
value
.
length
 
==
 
1

  
end

  
def
 
ending_here

    
@ending
 
=
 
true

  
end

  
def
 
ending
?

    
@ending

  
end

end

```